# U Nu
U Nu (Wakema (Ayeyarwady, Brits-Indië), 25 mei 1907 – Rangoon, 14 februari 1995) was de eerste premier van het onafhankelijke Birma (ook wel Myanmar). Deze post bekleedde hij met een korte tussenperiode van 1948-1958, en van 1960-1962.

## Jeugd
U Nu werd op 25 mei 1907 geboren als de eerste zoon van U San Htun en Daw Saw Khin in het dorp Wakema. Zijn geboorte voorspelde niet veel goeds. U Nu kwam namelijk ter wereld op een zaterdag, hetgeen volgens de Birmese tradities zou betekenen dat hij een twistziek of ruziezoekend karakter zou hebben. Om de geesten tevreden te stellen, besloten zijn ouders hem daarom ‘Nu’ te noemen, hetgeen ‘zachtaardig’ of ‘kalm’ betekent. U Nu's grootmoeder was hiermee echter niet gerustgesteld, omdat kinderen die op zaterdag geboren waren ook de mogelijke scheiding of zelfs de dood van hun ouders op hun geweten zouden hebben. Om de geesten te verwarren zorgde zij er daarom voor dat een tante van U Nu hem ‘kocht’ van zijn ouders. Dit had slechts een symbolische betekenis, omdat U Nu's tante en oom bij zijn ouders in huis woonden. 
Tot zijn achttiende levensjaar leek het echter alsof de maatregelen die zijn familie had getroffen nutteloos waren. Al op zijn twaalfde stond hij in zijn omgeving bekend als een dronkaard. Meerdere malen zou hij laveloos door iemand naar huis worden gedragen. Gelukkig kwam hij rond de leeftijd van achttien tot bezinning.
Omdat zijn vader erg veel waarde hechtte aan een goede scholing, ging U Nu, na de middelbare school te hebben doorlopen, naar de Universiteit van Rangoon. Hier studeerde hij in 1929 af. In de vijf jaar die hierop volgden werkte hij als schoolhoofd en journalist. Vervolgens keerde hij in 1934 terug naar de Universiteit van Rangoon om Rechten te studeren. 

## Vrijheidsstrijd
Tijdens zijn rechtenstudie ontwikkelde U Nu zich tot een politiek activist. Hij werd al snel na zijn terugkeer aan de Universiteit van Rangoon voorzitter van de Studentenunie. De secretaris van deze unie was Aung San, een van de belangrijkste leiders in de strijd tegen de koloniale overheerser Engeland. Na het plaatsen van een revolutionair getint artikel in het tijdschrift van de Studentenunie werden Nu en Aung San door de koloniale regering van de universiteit verwijderd. Dit leidde in 1936 tot massale studentenprotesten tegen Groot-Brittannië als kolonisator. Als leider van deze protesten verwierf Nu nationale bekendheid. 
Na zijn verwijdering van de universiteit bleef Nu actief in de politieke wereld. Hij sloot zich aan bij de nationalistische Dobama Asiayone, ofwel de We Burmans Association. De leden van deze beweging lieten zich schertsend aanspreken met de titel Thakin hetgeen ‘meester’ betekent. Deze titel moest officieel gebruikt worden wanneer een Birmees een Brit aansprak. Door elkaar met deze titel aan te spreken probeerden de leden van de partij te laten zien dat de Britten niet de meesters van Birma waren, maar zijzelf. 
Naast zijn lidmaatschap van de Dobama Asiayone stond Nu aan de basis van de ‘Rode Draak Boekenclub’. Binnen deze vereniging maakte hij gebruik van zijn schrijf- en vertaalkunsten om revolutionaire literatuur van o.a. Marx in omloop te brengen. Ook was hij een van de grondleggers van de People's Revolutionary Party (PRP) en de overkoepelende Anti-Fascist People’s Freedom League (AFPFL). 
Door zijn revolutionaire uitingen en zijn deelname aan organisaties die streden voor de vrijheid van Birma, ontwikkelde Nu zich tot een luis in de pels van de Britten. Toen de Tweede Wereldoorlog uitbrak, boden de Thakins aan de Britten te steunen, mits de Britten de onafhankelijkheid van Birma zouden erkennen. De Britten weigerden akkoord te gaan, waarna Birma zich achter de Japanners schaarde. Hierop werd Nu, tezamen met een aantal andere Thakins, in de cel gegooid. 
Op 3 maart 1942 lukte het de Japanners om de Britse strijdkrachten te verdrijven uit Birma. De revolutionaire gevangenen, onder wie dus ook U Nu, werden bevrijd. De Birmezen, denkende dat er nu betere tijden zouden aanbreken, ontvingen de Japanners met vreugde, zang en dans. Deze vreugde was echter van korte duur. De Japanners onderdrukten iedere hoop op een zelfstandige Birmese staat. Er werd een pro-Japanse marionettenregering opgezet onder leiding van Ba Maw. In deze regering had Nu zitting als Minister van Buitenlandse Zaken, een positie die hij aanvankelijk geweigerd had. Ondanks zijn deelname aan deze regering was de periode van Japanse overheersing geen prettige tijd, zo sprak hij:
As a Minister, I was given for my residence a big brick house, a motor car and a good salary which enabled me to buy good clothes. I not only had regular meals but good food. [Yet] Every day was miserable for me, and every day I longed for my old life of poverty, because although I was a Minister, I had no power at all, and had to look on without daring to protest at the tyrannies and atrocities perpetrated by the fascist Japanese all over the country. Every day and every hour, I lived in expectancy and dread of the Japanese kempetai [Japanse militaire politie] coming to get me.— Richard Butwell
Tijdens zijn periode als Minister van Buitenlandse Zaken in de marionettenregering hield Nu zich bezig met het organiseren van een ondergrondse beweging om de Japanners uit Birma te verdrijven. Vanaf 1944 begon deze strijd vruchten af te werpen, tezamen met de geallieerden kwamen de Birmezen in opstand tegen de Japanners. In mei 1945 waren de Japanners vrijwel verdreven uit het land.

## Onafhankelijkheid
Nadat de Japanners verdreven waren en de regering ontbonden was, had U Nu besloten een teruggetrokken leven te gaan leiden, om zich te richten op het schrijven van toneelstukken. Het bleek echter al snel dat hem voorlopig geen rust gegund was. De Thakins besloten stakingen te organiseren tegen de Britse bezetters. De nieuwe Britse Labourregering besloot een drastische wijziging in de Koloniale politiek door te voeren. In 1946 kwam het bericht dat Birma autonoom mocht worden. 
In de regering die gevormd werd, nam Nu's oude vriend Aung San het voortouw. Hij werd voorzitter van het kabinet en onderhandelde met de Britten over de voorwaarden betreffende de onafhankelijkheid. In de maand januari van 1947 ondertekende Aung San een overeenkomst met de Britse premier Clement Attlee, waarin de Britse regering beloofde dat Birma over een jaar onafhankelijk zou zijn. 
U Nu's periode van afzondering duurde niet lang. Hij was een graag gezien politicus en stond erom bekend dat hij de conflicterende fracties binnen de nationalistische beweging met elkaar kon verzoenen. Het was dan ook geen verrassing dat bijna iedereen hem graag terug wilde lokken naar de politiek. Op aandringen van veel mensen accepteerde hij de rol van vicevoorzitter van de AFPFL. Deze partij, veruit de grootste van het land, was door de Birmese bevolking gekozen om het land naar onafhankelijkheid te leiden. 
Rampspoed was echter op komst. Op 19 juli 1947 werd Aung San, tezamen met een groot deel van de raad van de AFPFL vermoord door een viertal aanhangers van een politieke tegenstander. U Nu was op het moment van de aanslag niet aanwezig en ontsnapte dus aan een zekere dood. De Britse ambassadeur, die nog in Birma was om de regering bij te staan in het proces naar autonomie, handelde snel en wist U Nu over te halen de regering te leiden. Een collega roemde de moed van Nu door te zeggen dat Nu als enige van allen de moed had gehad om "plaats te nemen op de leiderschapszetel, waarop het bloed dat uit het hart van Aung San had gestroomd nog nat was." Onder leiding van U Nu ging de regering verder met het voorbereiden van de onafhankelijkheid. Op 4 januari 1948 was het dan zover, voor de eerste maal hees Birma haar vlag als officieel erkend, onafhankelijk land.

## Politieke carrière
Zo werd U Nu de eerste premier van het onafhankelijke Birma. Tijdens zijn heerschappij kreeg hij echter te maken met aanzienlijke problemen. Het land had namelijk zwaar geleden onder de oorlogen tegen Groot-Brittannië en Japan. Dit had tot gevolg dat meerdere bevolkingsgroepen, kort na het uitroepen van de onafhankelijkheid, in opstand kwamen.
Der fehlende Zusammenhalt war der Union von Birma an ihrem Unabhängigkeitstag (4. Januar 1948) in die Wiege gelegt worden. Nicht nur die Karen […], sondern auch islamische Gruppen […] sowie kommunistische Rebellen […] versuchten, das Chaos der Übergangszeit für ihre Zwecke zu nutzen.— B. Dahm en R. Ptak
De communisten kwamen als eerst in opstand tegen de nieuwe regering. U Nu had de onderhandelingen over de onafhankelijkheid met de Britten, die Aung San was begonnen, afgemaakt. De communisten in Birma zagen in de uitkomsten van die onderhandelingen nog altijd de koloniale intenties van Groot-Brittannië doorschemeren. De eerste maanden na het uitroepen van de onafhankelijkheid werden dan ook gekenmerkt door stakingen, die gesteund werden door de communisten. In de overtuiging dat de communisten een nieuwe opstand beraamden, gaf U Nu zijn troepen de opdracht het communistische hoofdkwartier binnen te vallen. Het bleek echter dat zij zich elders hadden gegroepeerd om een gewapende revolutie te beginnen.

### Communistische opstand
De communistische opstand verspreidde zich snel. Binnen een jaar beschikten de communisten over 15.000 gewapende guerrillastrijders, die zich hadden verenigd in het People’s Liberation Army of Burma. Om de communisten terug in het gareel te krijgen bood U Nu meerdere malen aan om ze te laten plaatsnemen in de regering. Op die manier zouden ze hun doelen op een vreedzame en democratische manier kunnen verwezenlijken. De situatie leek echter hopeloos. Op het hoogtepunt van hun macht waren de communisten slechts kilometers verwijderd van Rangoon, de enige stad die nog in handen was van de regering. Nu's socialistische ministers boden de communisten aan om de regering over te nemen, mits zijzelf in leven gelaten zouden worden. U Nu bleef echter standvastig en organiseerde een tegenoffensief. Begin 1949 begonnen de rollen om te draaien. De regeringstroepen dreven de communisten steeds verder terug en na een zware strijd wisten de regeringstroepen de communisten te verslaan.

### Karen-opstand
De Karen zijn een etnische minderheid in Birma. Ten tijde van de overeenkomsten tussen Aung San en de Britse premier Attlee, probeerden de Karen de Britten ertoe te bewegen hen een eigen staat te gunnen, onafhankelijk van Birma. De Britten gingen hier echter niet op in. Ook de nieuw opgerichte Birmese regering wilde hier niets van weten. Om de Karen enigszins tevreden te stellen, benoemde U Nu Generaal Smith Dun, een Karen, als opperbevelhebber van de Birmese strijdkrachten tegen de communisten. De Karen richtten een eigen leger op om hun veiligheid te waarborgen, de Karen National Defense Organization (KNDO). Ondanks meerdere pogingen van Nu om de Karen en hun leger bij de regering te betrekken kwam de KNDO in opstand, begin 1949. Ze wilden strijden voor een eigen staat, onafhankelijk van Birma. Generaal Smith-Dun gaf zijn positie op en werd opgevolgd door Generaal Ne Win. De KNDO sloot zich vervolgens aan bij de communisten in Mandalay. Samengevoegd leek deze groep onstuitbaar. 
Dit duurde echter niet lang. Binnen de groep ontstonden namelijk kleine conflicten, die het moreel van de groepen niet ten goede kwam. Daarnaast moet ook vermeld worden dat de reeds genoemde standvastigheid van U Nu en Ne Win een belangrijke rol hebben gespeeld in de strijd tegen de rebellerende groepen. Maung Htin Aung schrijft:
Another factor, of course, was the strength and sincerity of U Nu and his political colleagues and General Ne Win and his troops, who placed the preservation of Union above all other considerations.— Maung Htin Aung
John Cady is nog positiever over de rol van U Nu:
A major factor in defeating the rebellion was the steadfastness and personal influence of Premier Nu himself. He almost singlehandedly kept a semblance of civil administration alive in the face of unreasoning criticism and admitted corruption […].— John F. Cady

### Chinese nationalisten
De communisten waren verslagen en de opstand van de Karen was neergeslagen. De problemen voor de Birmese regering waren echter verre van voorbij. Er woedde namelijk al enige tijd een burgeroorlog in China. De twee rivaliserende partijen waren de communisten en de nationalisten, die zich verenigd hadden in de Kwomintang (KMT). De communisten, onder leiding van Mao Zedong kwamen in deze burgeroorlog als winnaars uit de bus en riepen China op 1 oktober 1949 uit tot Volksrepubliek. Het gevolg was dat veel van de verslagen Kwomintang-leden hun heil elders zochten. Een niet onaanzienlijk deel van hen vertrok naar het buurland Birma. Zij vestigden zich in Birma om te hergroeperen en vanuit dit land opnieuw een offensief te starten tegen de Chinese communisten. Hier bleef het echter niet bij. De troepen van de KMT trokken steeds verder het binnenland van Birma in, onderwijl dorpen plunderend en de bevolking berovend. 
De Kwomintang werd gesteund door de Verenigde Staten, die nog altijd hoopten dat de communisten in China verslagen zouden kunnen worden. Er waren echter legereenheden die de wapens, die ze gekregen hadden van de Verenigde Staten, doorverkochten aan Karen rebellen. In Birma vreesde men tevens dat Mao Zedong het land binnen zou vallen wanneer de regering de legereenheden van de Kwomintang niet zou verdrijven. De regering van Birma richtte zich tot de Verenigde Naties voor hulp bij het verdrijven van de Chinezen. De Algemene Vergadering van de VN zag echter geen agressor in de Chinese nationalisten en verleende dus ook geen steun. Ondanks het uitblijven van steun van de VN slaagde het Birmese leger er in 1954 in om de Kwomintang grotendeels uit het land te verdrijven. De troepen die achterbleven in Birma zouden in de komende jaren verdreven worden. De hulp van de Verenigde Staten was hierbij onmisbaar. Zij waren namelijk verantwoordelijk voor het transport van een groot deel van de KMT-troepen naar Formosa (het huidige Taiwan), waar de hoofdmacht van de KMT zich bevond. 

### Economie
Al in 1948 kondigde U Nu verschillende economische hervormingen aan. Zo kwamen alle landbouwgronden in handen van de staat door middel van de Land Nationalization Act. Niemand mocht meer grond bezitten dan een van tevoren vastgestelde hoeveelheid. Deze maatregel was erg populair onder de bevolking, omdat een groot deel van het landbouwareaal in handen was van buitenlandse grootgrondbezitters. Zij moesten dan ook een groot deel van hun grond afstaan, hetgeen de plaatselijke bevolking ten goede kwam. 
De staat nam zich ook het grondwettelijk recht voor om iedere willekeurige tak van de economie te nationaliseren, zolang het legaal gebeurde en de betrokkenen ervoor vergoed werden. 
In 1949 verkeerde de Birmese economie echter in een diepe crisis. Door de oorlogen en opstanden was de regering praktisch failliet. De meeste banken weigerden het land geld te lenen, hetgeen de economische situatie van het land verder verslechterde. Gelukkig kwam een enkele bank wel met geld over de brug, waarna het reeds in 1950 al iets beter ging met het land. De verbetering van de Birmese economie was voor een groot deel te danken aan de export van rijst. Door de oorlog in Korea was de prijs van rijst enorm gestegen. De Birmese economie haalde een groot deel van haar inkomsten uit de export van rijst, dus de prijsstijging was zeer gunstig. 
Deze economische opbloei deed U Nu beloven dat er een verzorgingsstaat gecreëerd zou worden in Birma. Dit Pyidawthar-plan, hetgeen elke familie een goed huis, een auto en een minimumloon beloofde, was economisch echter onhaalbaar. De Birmese regering was namelijk vast voornemens geen kant te kiezen in de Koude Oorlog, want hoewel U Nu sterk socialistisch was, verwierp hij het socialisme zoals dat in de Sovjet-Unie voorkwam. Elke lening of hulp moest daarom goed afgewogen worden, om te voorkomen dat men afhankelijk werd van een bepaald kamp. 

### Scheuring

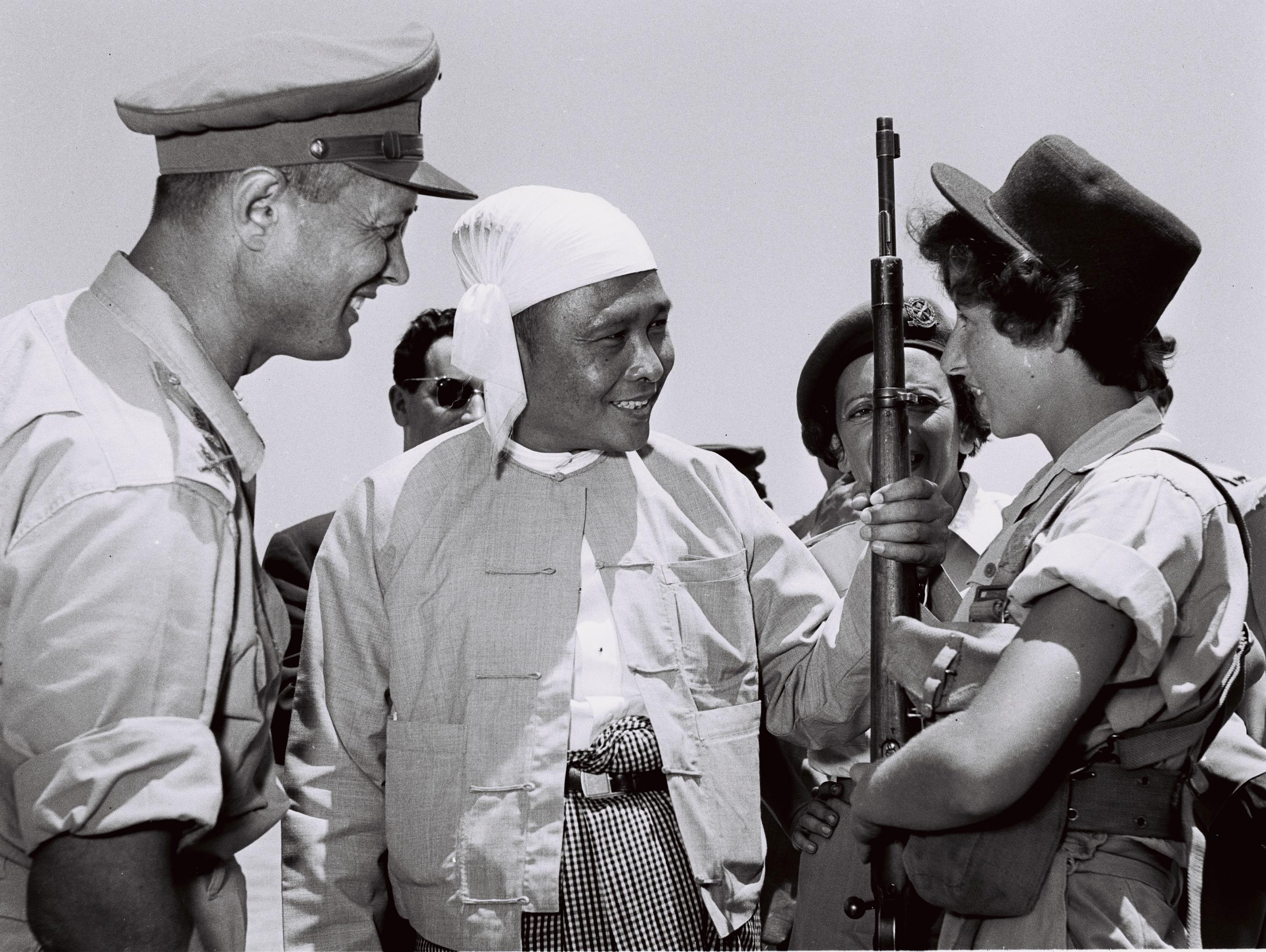
U Nu met Moshe Dayan tijdens een bezoek aan een Israëlische militaire basis in 1955

Gedurende tien jaar bleef U Nu premier van Birma. In deze periode verwierf hij ook enige bekendheid in het buitenland als een van de grondleggers van de Non-Aligned Movement (NAM), in Nederland bekend als de ‘Beweging van Niet-gebonden landen’. Deze groep bestond uit een aantal leiders van derdewereldlanden, die zich niet wilden aansluiten bij een van de grote machtsblokken die ontstaan waren als gevolg van de Koude Oorlog. Ook was Birma een van de leidende landen bij de Afro-Asian Conference, beter bekend als de Bandung-conferentie in 1955. Hier kwamen 27 derdewereldlanden samen om te praten over de dekolonisatie, economische ontwikkeling en de rol van de derde wereld in de Koude Oorlog. 
U Nu was een devoot boeddhist, en organiseerde in deze periode ook de ‘Zesde Grote Theravada Boeddhistische Synode’ van 1954 tot 1956. Het doel van deze internationale bijeenkomst was om het boeddhisme te ‘zuiveren’. 
U Nu's tienjarige periode van premierschap werd kort onderbroken van juni 1956 tot februari 1957. Gedurende deze periode nam Ba Swe, een ander prominent lid van de AFPFL het premierschap over. De reden voor Nu's afwezigheid was de uitkomst van de verkiezingen die in 1956 gehouden werden. Deze verkiezingen leidden tot een enorme groei van macht van een aantal andere partijen, ten koste van de AFPFL. Nu trok zich hierna korte tijd terug om zich te richten op het reorganiseren van de partij. In februari 1957 keerde hij opnieuw terug als premier. 
Een jaar later ging het echter mis. Als donderslag bij heldere hemel splitste de AFPFL zich op in twee facties. Binnen de partij waren conflicten ontstaan over de hoofdzaken in de economie. De eerste groep pleitte voor industrialisatie als belangrijkste aandachtspunt, terwijl de tweede groep ervoor pleitte de landbouw als belangrijkste aandachtspunt te nemen. U Nu schaarde zich achter de tweede groep, waarna de eerste groep een motie van wantrouwen tegen U Nu indiende. Deze motie overleefde U Nu, maar door de instabiliteit in de partij en onrusten in het land ten gevolge van de splitsing, besloot hij plaats te maken voor legerleider Ne Win. Over de machtsovername van Ne Win bestaat echter een onenigheid. In zijn memoires schrijft U Nu namelijk dat hij gedwongen werd afstand te doen van de macht, terwijl andere bronnen beweren dat hij de macht vrijwillig overdroeg aan Ne Win. Hoe het ook zij, U Nu trok zich voor enige tijd terug uit de politiek en Ne Win was de leider van het land. 
Pas bij de verkiezingen van 1960 kwam U Nu weer in beeld. Nu's partij kreeg opnieuw de meeste stemmen, waardoor Nu opnieuw premier werd. Zijn termijn van vier jaar zou hij echter niet afmaken. De economie van het land verslechterde, en verschillende bevolkingsgroepen kwamen in opstand. Daarnaast had U Nu de controversiële beslissing genomen om het boeddhisme uit te roepen tot staatsgodsdienst. Al deze problemen leidden tot veel onrust in het land. Op 2 maart 1962 maakte generaal Ne Win gebruik van de onrust in het land om een staatsgreep te plegen. 

## Einde van de democratie
Ne Win ontbond de regering en sloot premier U Nu op. Vervolgens stelde hij een nieuwe regering aan, voornamelijk bestaand uit militairen. Ne Win richtte een nieuwe politieke partij op, de Burma Socialist Programme Party (BSPP), waarvan hij zelf aan het hoofd stond, daarnaast stelde hij een ‘Revolutionaire Raad’ aan, wiens taak het was toezicht te houden op de regering. Twee jaar later zouden alle politieke partijen, behalve de BSPP, verboden worden. 
Vier jaar na Ne Wins staatsgreep werd U Nu zonder opgaaf van reden vrijgelaten. Twee jaar later verenigde Ne Win drieëndertig voormalige politici, onder wie ook U Nu, in de Internal Unity Advisory Board (IUAB). Het was de taak van deze groep om de revolutionaire raad te adviseren in politieke zaken en mogelijkheden voor verandering aan te dragen. Als lid van deze groep gaf U Nu begin 1969 de aanbeveling dat Ne Win de macht opnieuw aan hem zou overdragen en de regering weer bijeen zou brengen. U Nu zou Ne Win vervolgens president maken, zodat het bewind van Ne Win niet langer illegaal verkregen zou zijn. Ne Wins reactie liet bijna een jaar op zich wachten. Ne Win stelde dat hij geen staatsgreep had gepleegd uit machtshonger, maar om de welvaart van arbeiders en boeren te verbeteren. U Nu echter, had het antwoord van Ne Win niet afgewacht, hij was reeds via India naar Londen vertrokken. Vanuit Londen liet hij weten dat hij nog altijd de rechtmatige premier van Birma was, en dat hij zijn strijd voor democratie in Birma niet zou opgeven. Ook richtte hij een nieuwe politieke partij op, de Parliamentary Democracy Party (PDP), om van Birma opnieuw een democratisch land te maken. 
Vervolgens vertrok U Nu naar Thailand, om vanaf de grens met Birma het verzet tegen het militaire regime te organiseren. Een groot aantal volgelingen en oud-collega's van U Nu voegden zich bij hem en schaarden zich achter de PDP. Hier begon de PDP ook met de oprichting van een gewapende tak van verzet, genaamd het Patriotic Liberation Front. 
In 1980 accepteerde U Nu een aanbod voor amnestie van Ne Win en keerde terug naar Birma. De PDP verkeerde in zwaar weer ten gevolge van een tekort aan geld. De hierop volgende jaren hield U Nu zich op de achtergrond.

## Laatste poging
In 1988 werd tijdens een studentenprotest tegen een nieuwe maatregel van de regering een van de studenten gedood door het leger. Dit vormde de aanleiding voor een enorm protest, beginnend op 8 augustus (vandaar ook de naam ‘8888 uprising’). Al snel trok de opstand burgers van alle rangen en standen aan en verspreidde zich over het gehele land. Ne Win gaf zijn troepen toestemming om het vuur te openen op de demonstranten, met als gevolg dat honderden mensen gedood werden. Voor U Nu was het moment aangebroken om opnieuw van zich te laten horen. Hij richtte de League for Democracy and Peace op en begon een eigen ‘regering’, gebaseerd op zijn verkiezingsoverwinning van 1960. Nadat de opstand bedwongen was door het militaire regime, werd U Nu gedwongen zijn politieke partij weer op te heffen. Nu weigerde, waarna hij onder huisarrest werd geplaatst. Op 23 april 1992, de dag dat Ne Wins opvolger gedwongen werd af te treden door de huidige militaire junta, werd U Nu weer vrijgelaten. 

## Persoonlijk leven
In 1935, kort na zijn terugkeer aan de Universiteit van Rangoon, trouwde Nu met Daw Mya Yi. Samen kregen ze vijf kinderen, drie dochters en twee zoons. U Nu bracht niet veel tijd door met zijn vrouw en kinderen. Deze afwezigheid is waarschijnlijk voortgekomen uit zijn boeddhistische wereldvisie. Deze stelde namelijk dat lijden voortkomt uit hechting, waaronder hechting aan iemands eigen familie. Een betere interpretatie is dat de devote boeddhist uit de Zuidoost-Aziatische regio tijdens de vollemaandag een 8-tal levensregels op zich neemt waaronder het zich 24 uur onthouden van seksueel actief zijn. Daaruit is de idee ontstaan dat de heer en mevrouw Nu niets met elkaar hadden. 
U Nu was een overtuigd boeddhist, meerdere malen heeft hij geprobeerd de politiek te verlaten om monnik of schrijver te worden. Zijn geloof kwam ook tot uiting in zijn politiek. Zo creëerde hij de post van minister van Religieuze Zaken en mochten ambtenaren die wilden mediteren een half uur eerder stoppen met werken, een en ander naar voorbeeld van U Ba Khin, een regeringsambtenaar die na enige tijd meditatiemeester is geworden en nog steeds, zij het postuum, een omvangrijke leerlingenschare heeft. U Nu's belangrijkste maatregel op dit gebied was het verheffen van het boeddhisme tot staatsgodsdienst, hetgeen hem bij de grote massa van de bevolking veel waardering opleverde, hoewel hij hiermee niet-boeddhistische minderheden van zich distantieerde. Hij onthield zich, naar boeddhistische levensregel, van het gebruik van alcohol, en besloot vanaf 1948 celibatair door het leven te gaan. 
Nu’s grote passie was het schrijven van verhalen. In zijn leven heeft hij dan ook enkele verhalen en toneelstukken geschreven, evenals enkele politieke werken. 
Zijn laatste jaren bracht U Nu door in afzondering. Op 14 februari 1995 overleed U Nu op 87-jarige leeftijd.